# Knud Sønderby
Knud Sønderby, född 10 juli 1909 i Esbjerg, död 8 augusti 1966 i Visbyå, var en dansk journalist och författare.
Knud Sønderby var son till grosshandlaren Niels Christian Sønderby (1870–1917) och Inge Nielsen Barfod (1879–1934). Han tog studentexamen från Øregård gymnasium 1927 och kandidatexamen i juridik från Köpenhamns universitet 1935. Han var journalist på Nationaltidende (1933-1937), Berlingske Tidende (1937-1944) och Politiken (1944-1949). Han författardebuterade redan på gymnasiet då han fick flera dikter och artiklar publicerade i skoltidningen Øregaards-Posten från 1925. Hans första roman, Midt i en Jazztid, publicerades 1931 och blev filmatiserad 1969. Den skildrar 1920-talets ungdomskultur som centreras kring jazzmusiken och filmstjärnor samt de sociala och politiska förhållandena under mellankrigstiden. Den blev hans mest framgångsrika verk. Hans nästa roman, To Mennesker mødes, publicerades 1932 och är en kärlekshistoria mellan två personer med helt olika sociala bakgrunder. Romanen Den usynlige Hær från 1945 blev filmatiserad samma år och är den första skildringen av den danska motståndsrörelsen under andra världskriget. Förutom romaner skrev och översatte Sønderby även en rad skådespel och hans senare författarskap dominerades av essäer.
Från 1960 var han ledamot i Danska akademien.

## Erkännanden
- Carl Møllers Legat (1934)
- Emma Bærentzens Legat (1937)
- Danske Forfatteres Legat (1945)
- Herman Bangs Mindelegat (1948)
- Jeanne og Henri Nathansens Fødselsdagslegat (1948)
- Holger Drachmann-legatet (1950)
- Otto Benzons Forfatterlegat (1951)
- Henrik Pontoppidans mindefonds legat (1951)
- Jeanne og Henri Nathansens Mindelegat (1954)
- Kollegernes ærespris (1958)
- Holbergmedaljen (1959)
- Louisiana-Prisen (1960)
- Edith og Helge Rode Legatet (1960)
- Jeanne og Henri Nathansens Mindelegat (1963)
- Danske Dramatikeres Hæderspris (1964)